# Jan Kanty Lorek
Jan Kanty Lorek (ur. 20 października 1886 w Błażejowicach, zm. 4 stycznia 1967 w Sandomierzu) – polski duchowny rzymskokatolicki, członek Zgromadzenia Księży Misjonarzy, administrator apostolski diecezji sandomierskiej w latach 1936–1946, biskup diecezjalny sandomierski w latach 1946–1967.

## Życiorys
Urodził się 20 października 1886 w Błażejowicach. Kształcił się w Małym Seminarium, a następnie w Instytucie Teologicznym Zgromadzenia Księży Misjonarzy w Krakowie. 27 września 1907 złożył śluby zakonne, a 2 lipca 1911 w katedrze na Wawelu został wyświęcony na prezbitera przez biskupa Anatola Nowaka.
W latach 1912–1916 pełnił funkcję dyrektora zakładu dla sierot w Czernej, a następnie zarządzał Domem Wychowawczym im. Ks. Siemaszki w Krakowie. W latach 1915–1917 był żołnierzem armii niemieckiej, a w latach 1917–1918 duszpasterzem polskich robotników w Niemczech. W 1920 uczestniczył w przygotowaniach do plebiscytu na Śląsku. W 1930 został superiorem i proboszczem parafii Świętego Krzyża w Warszawie.
W związku z brakiem zgody władz państwowych na objęcie diecezji sandomierskiej przez biskupa Czesława Sokołowskiego 26 kwietnia 1936 został mianowany administratorem apostolskim tej diecezji i biskupem tytularnym Modry. Święcenia biskupie otrzymał 7 czerwca 1936 w kościele Świętego Krzyża w Warszawie. Konsekrował go kardynał Aleksander Kakowski, arcybiskup metropolita warszawski, w asyście arcybiskupa Stanisława Galla, biskupa pomocniczego warszawskiego, i Józefa Gawliny, biskupa polowego Wojska Polskiego. Ingres do katedry w Sandomierzu odbył 9 czerwca 1936, a rządy w diecezji objął dzień później. Założył Instytut Wyższej Kultury Religijnej w Sandomierzu i Radomiu, Dom Katolicki w Sandomierzu i Katolicki Uniwersytet Ludowy w Wąchocku. Zapoczątkował renowację katedry sandomierskiej. Był członkiem rady wyższej Towarzystwa św. Wincentego à Paulo w Warszawie. W czasie okupacji niemieckiej pozostał w diecezji, interweniując u władz niemieckich w sprawie aresztowanych (we wrześniu 1939 wykupił 600 zatrzymanych w Opatowie-Zochcinie, u gubernatora Hansa Franka zabiegał o uwolnienie biskupów lubelskich) i organizując pomoc dla osadzonych w obozach koncentracyjnych. W czerwcu 1940, motywowany zapewnieniem okupanta o rezygnacji z przymusowego werbunku na roboty do Niemiec pod warunkiem zebrania się wystarczającej liczby ochotników, wezwał wiernych do zgłaszania się. Został za to upomniany przez polskie władze konspiracyjne, w ocenie których odezwa biskupa służyła niemieckim interesom i wprowadzała Polaków w błąd. 12 marca 1946 został prekonizowany biskupem diecezjalnym diecezji sandomierskiej. Rządy w diecezji objął 19 maja 1946. W okresie kierowania diecezją ustanowił 46 parafii, w tym czasie zostało wzniesionych 58 kościołów.
W Episkopacie Polski zasiadał w Komisji Szkolnej, Komisji ds. Dobroczynnych, Komisji Duszpasterskiej, należał także do Caritasu. Konsekrował biskupów pomocniczych sandomierskich: Franciszka Jopa (1946), Piotra Gołębiowskiego (1957) i Walentego Wójcika (1961). Był współkonsekratorem podczas sakry biskupa pomocniczego gnieźnieńskiego Henryka Grzondziela (1959).
Zmarł 4 stycznia 1967 w Sandomierzu. Został pochowany w podziemiach katedry sandomierskiej.

## Ordery i odznaczenia
Zarządzeniem prezydenta RP Ignacego Mościckiego z 27 listopada 1929 „za zasługi na polu pracy wychowawczej nad młodzieżą” został odznaczony Krzyżem Oficerskim Orderu Odrodzenia Polski.